# Třída S 138
Třída S 138 byla třída torpédoborců německé Kaiserliche Marine z období první světové války. Celkem bylo postaveno dvanáct jednotek této třídy. V první světové válce byl jeden potopen. Po válce zůstaly ve službě v poválečné německé Reichsmarine. Většina jich byla vyřazena v průběhu 20. let. Dva byly roku 1927 upraveny na řídící lodě pro ovládání cílových lodí SMS Zähringen a SMS Hessen. Poslední byl vyřazen roku 1937.

## Stavba
Celkem bylo postaveno dvanáct jednotek této třídy. Objednány byly ve fiskálním roce 1906. Jejich kýly byly založeny roku 1906 v loděnici Schichau-Werke v Elbingu. Do služby byly přijaty v letech 1907–1908.
Jednotky třídy S 138:
| Jméno | Zahájení stavby | Spuštění na vodu   | Zařazena do služby | Status |
| ----- | --------------- | ------------------ | ------------------ | --- |
| S 138 | 1906            | 22. září 1906      | květen 1907        | Od září 1917 přejmenován na T 138. Dne 7. července 1918 v Severním moři potopen minou.                                              |
| S 139 | 1906            | 12. listopadu 1906 | červenec 1907      | Od září 1917 přejmenován na T 139. Roku 1927 upraven na řídící loď Pfeil pro dálkově ovládanou cílovou loď Hessen. Vyškrtnut 1937.  |
| S 140 | 1906            | 22. prosince 1906  | srpen 1907         | Od září 1917 přejmenován na T 140. Vyřazen 1921.                                                                                    |
| S 141 | 1906            | 7. února 1907      | září 1907          | Od září 1917 přejmenován na T 141. Roku 1927 upraven na řídící loď Blitz pro dálkově ovládanou cílovou loď Zähringen. Vyřazen 1933. |
| S 142 | 1906            | 6. března 1907     | září 1907          | Od září 1917 přejmenován na T 142. Vyřazen 1920.                                                                                    |
| S 143 | 1906            | 6. dubna 1907      | říjen 1907         | Od září 1917 přejmenován na T 143. Vyškrtnut 1927.                                                                                  |
| S 144 | 1906            | 27. dubna 1907     | prosinec 1907      | Od září 1917 přejmenován na T 144. Vyškrtnut 1928.                                                                                  |
| S 145 | 1906            | 8. června 1907     | prosinec 1907      | Od září 1917 přejmenován na T 145. Vyřazen 1921.                                                                                    |
| S 146 | 1906            | 27. června 1907    | listopad 1907      | Od září 1917 přejmenován na T 146. Vyškrtnut 1928.                                                                                  |
| S 147 | 1906            | 3. srpna 1907      | duben 1908         | Od září 1917 přejmenován na T 147. Vyřazen 1920.                                                                                    |
| S 148 | 1906            | 11. září 1907      | březen 1908        | Od září 1917 přejmenován na T 148. Vyškrtnut 1928.                                                                                  |
| S 149 | 1906            | 19. října 1907     | červenec 1908      | Od září 1917 přejmenován na T 149. Vyškrtnut 1927.                                                                                  |

## Konstrukce

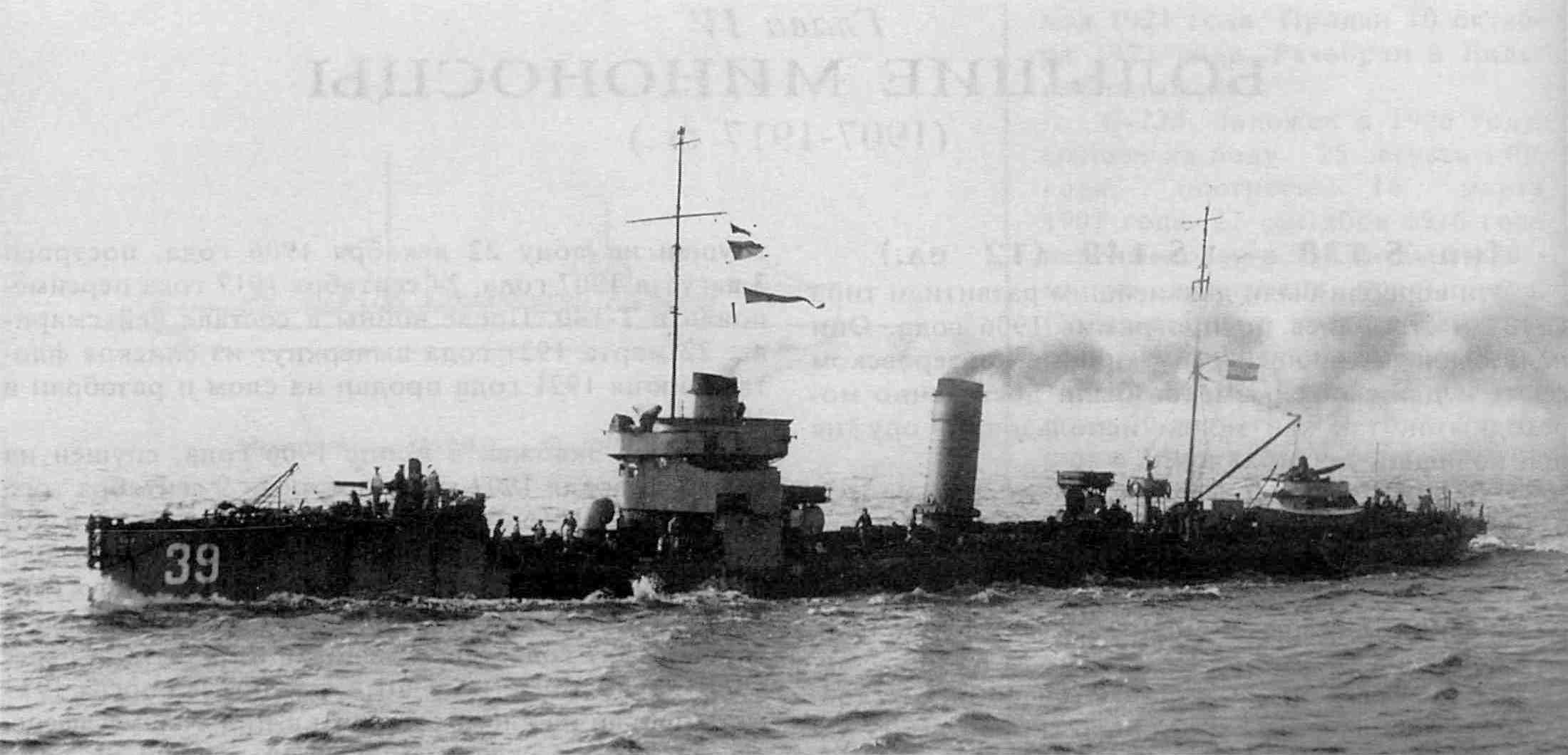
SMS T 139

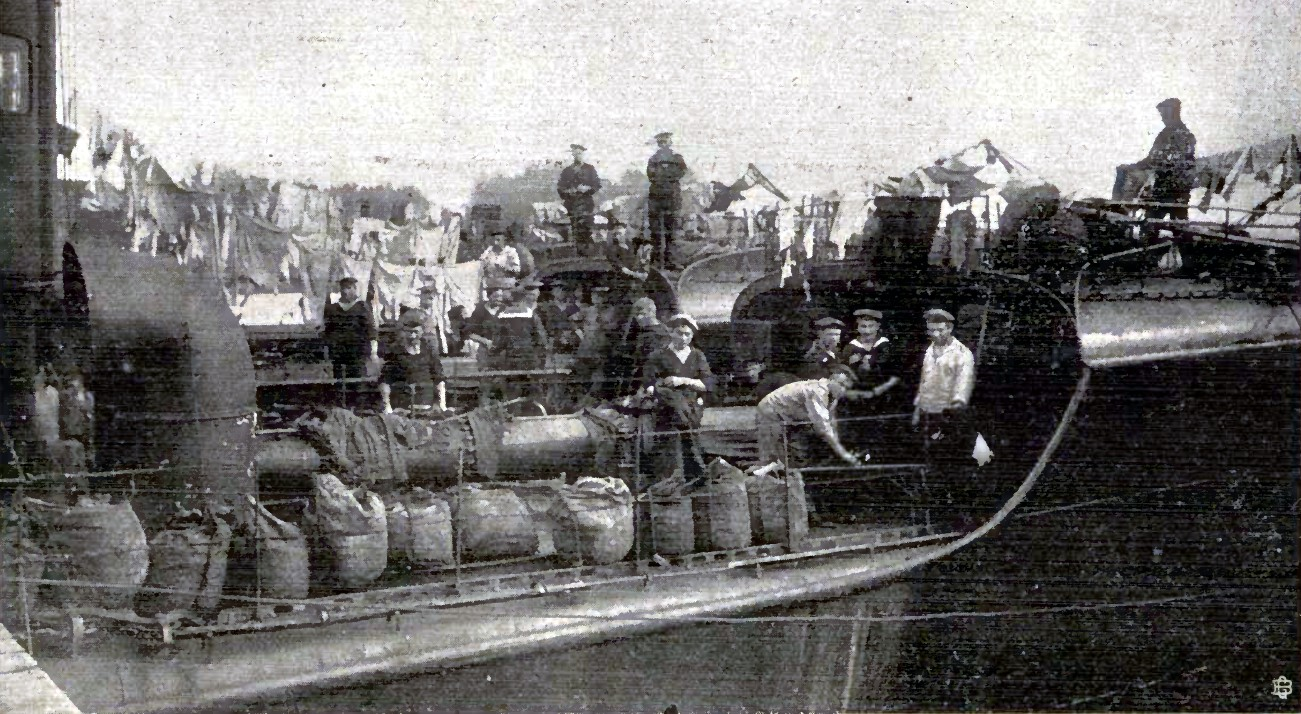
Posádka u příďového torpédometu

Hlavní výzbroj torpédoborců představoval jeden 88mm kanón SK L/35 C/01, tři 52mm kanóny SK L/55 C/03 a tři jednohlavňové 4500mm torpédomety se zásobou čtyř torpéd. Pohonný systém tvořily čtyři kotle Marine a dva parní stroje s trojnásobnou expanzí o výkonu 11 000 hp, pohánějící dva lodní šrouby. Nejvyšší rychlost dosahovala 30,3 uzlu. Dosah byl 1830 námořních mil při rychlosti sedmnáct uzlů.

### Modifikace
Za války byla výzbroj plavidel posilována. Především nahrazením 52mm kanónů druhým 88mm kanónem, popř. instalací modernějších 88mm kanónů. Od roku 1927 nesla plavidla Pfeil a Blitz pouze dva 20mm kanóny.